# USS Edsall (DD-219)

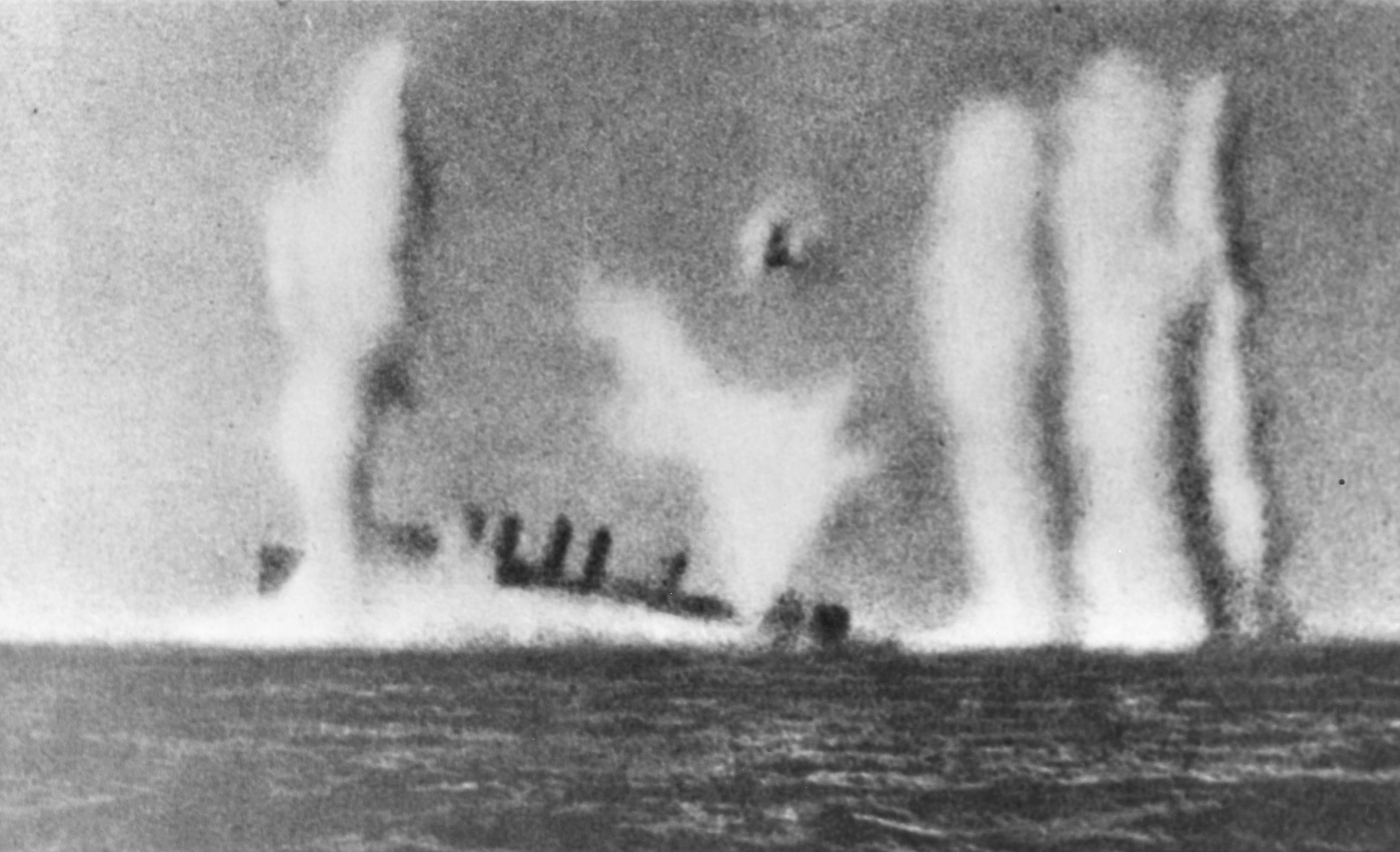
Dramática foto del hundimiento del USS Edsall tomada probablemente desde el Tone

El USS Edsall (DD-219) fue un destructor de clase Clemson de la Armada de los Estados Unidos botado el 29 de julio de 1920 y amadrinado por la señorita Bessie Edsall Bracey, hermana de Norman Edsall, un marinero estadounidense que en el transcurso de un desembarco en Samoa, encontró la muerte tratando de salvar a su comandante. 

## Historia
Aunque su puesta en flote, se realizó en San Diego el 6 de diciembre de ese mismo año. Tras realizar pruebas de tiro con otras unidades marinas, zarpó rumbo a Charleston donde partió hacia el Mediterráneo el 26 de mayo de 1922.
Cuando llegó a Constantinopla el 28 de junio, se unió al destacamento naval estadounidense que había en aguas turcas para la protección de vidas e intereses americanos. 
El Edsall realizó muchos servicios de evacuación de refugiados y transporte de víveres en el este de Europa, estando siempre disponible para las emergencias que surgieron. Estuvo en el conflicto entre Grecia y Turquía, y cuando este último país, atacacó a Esmirna, el Edsall fue uno de los barcos de EE. UU que ayudaron a la evacuación de cientos de griegos de dicha ciudad, transportándolos a Salónica, Lesbos etc. Retornando a Boston el 26 de julio de 1924.
El Edsall navegó por las estaciones asiáticas a partir del 3 de enero del 1925, realizando prácticas y maniobras en Guantánamo, San Diego y Pearl Harbor donde arribó posteriormente a Sanghai el 22 de junio. Realizó prácticas con barcos de la flota China, Filipinas y Japón. Aunque su primera misión era la protección de intereses americanos en el lejano oriente. Se mantuvo como protector de civiles durante la Guerra Chino-japonesa, realizando muchos atraques en puertos como Shanghái, Chefoo, Hankow, Hong Kong, Nankín, Kōbe, Bangkok y Manila.
Cuando los japoneses atacaron Pearl Harbor el 7 de diciembre de 1941, el Edsall estaba el sureste de Borneo, navegó rápidamente hasta Singapur donde embarcó a un oficial británico y 4 hombres para la búsqueda de los supervivientes del HMS Prince of Wales y del HMS Repulse que fueron hundidos en Malasia el día 10 de diciembre. 
El Edsall interceptó a un sospechoso barco de pesca japonés y 4 barcos más pequeños y los llevó a Singapur. Se unió con el USS Houston (CA-30) en Surabaya y lo escoltó por seguridad hasta Darwin (Australia). Durante su escolta, consiguió hundir al submarino japonés I-124, siendo el primer buque de EE. UU en realizar tal hazaña. Esto ocurrió el 20 de enero de 1942, cerca de Darwin y ayudado por 3 pequeños buques australianos.
Mientras realizaba sus funciones de escolta fue dañado por una carga de profundidad que le estalló antes de haber sido lanzado durante un ataque antisubmarino el 19 de febrero de 1942. No fue totalmente reparado, y su velocidad quedó mermada.
Estuvo fuera de servicio durante sus reparaciones en Java, hasta que volvió a la mar siguiendo su labor de escolta, cuando junto al USS Whipple (DD-217), cumplía como escolta del portahidroaviones USS Langley (CV-1), este, fue hundido el 27 de febrero de 1942, teniendo que rematarlo con dos torpedos y cargando a 177 náufragos, entre ellos, los 32 pilotos que tenían que ser desembarcados en Java, transfiriendo a los náufragos al USS Pecos (AO-6), y parte solitario hacia su destino, a Tjilatjap.

## Hundimiento
En el transcurso del desarrollo de la Segunda batalla del mar de Java, tuvo la mala suerte que en el camino el USS Edsall  se encontrara en ruta con la 1.ª fuerza de ataque del almirante Chuichi Nagumo, compuesta por los portaaviones Akagi y Soryu, los acorazados Hiei y Kirishima y la fuerza de cruceros pesados Chikuma y Tone, más la habitual escolta de destructores.  El USS Edsall probablemente había dado la vuelta ante una llamada de socorro del USS Pecos y estaba al límite de la detección visual.  La flota japonesa había sorprendido al USS Pecos millas atrás y lo habían hundido mediante ataque aéreo de los portaviones, Sōryū y  Kaga.
El 1 de marzo de 1942, el Tone y el Chikuma divisan al Edsall (fue identificado erróneamente como el USS Pope hundido el mismo día, hacía 5 horas atrás) a 20 kilómetros de distancia y comienzan a disparar con sus cañones de 203 mm. El avistamiento del viejo destructor ofrece a la fuerza de ataque japonés la posibilidad de realizar ejercicios de tiro a distancia. Lo que se iba a convertir en una sumaria ejecución artillera se convirtió en una fehaciente demostración de las pobres prestaciones de los directores de tiro japoneses contra un blanco catalogado como fácil.
A las 17:30, el teniente comandante del Edsall, Joshua James Nix, lanzó una cortina de humo e intentó escapar, solo para darse cuenta de que el viejo destructor no era capaz de dar una velocidad de 35 nudos suficientes por no estar convenientemente reparado tras un incidente de la explosión de una carga de profundidad.
El Edsall, intentó realizar maniobras evasivas sumamente hábiles. A los pocos minutos, el Hiei y el Kirishima abrieron fuego con sus cañones de 356 mm a 27 km de distancia, simultáneamente los destructores japoneses comenzaron también su ataque. Los japoneses no lograron centrar al destructor americano.
A las 17:56, el Edsall gracias a su agilidad para cambios bruscos de rumbo estaba increíblemente aún indemne y viendo su comandante que no había posibilidad de huida frente a un enemigo infinitamente superior, decide girar y enfrentar a su más cercano perseguidor, el crucero pesado Chikuma, para poder disparar sus 4 cañones de 105 mm, pero al igual que los buques japoneses, tampoco consigue impacto alguno.
El Edsall fue salvado momentáneamente por una lluvia tropical temporal a las 18:00 que lo oculta de los ojos japoneses, su esperanza era la llegada de la noche para poder completar su huida.
El Edsall, logró mantener la distancia y de este modo logró zafarse de los disparos efectuados desde una gran distancia desde los cruceros pesados realizando maniobras evasivas y para evitar ser centrado por los cruceros.
Hacia la media hora de combate, la puntería japonesa es más que deplorable, increíblemente dos cruceros de batalla, dos cruceros pesados y su correspondiente escolta de destructores llevaban disparando casi una hora y no lograban impactar a un viejo destructor en su intento de escapar, que había sido construido en la década de 1920. Los oficiales del Chikuma describieron las acciones evasivas como si el viejo crucero fuese un ágil ratón.
La historia oficial de la Armada Imperial Japonesa afirma que se gastaron no menos de 1400 disparos en ese período contra el  maniobrable Edsall, logrando tras media hora de inútil cañoneo finalmente el Hiei dar con un impacto a las 18:24 y el Tone otro a las 18:35. La noche se venía encima.
Finalmente, Nagumo ante la perspectiva de no poder alcanzar al huidizo destructor antes del ocaso solicitó ayuda a los portaaviones, despegando al atardecer para un último intento, nueve bombarderos de picado Aichi D3A del Sōryū y ocho del Akagi. Fue el final para el Edsall.
A las 18:27 y las 18:50 se realizó un ataque aéreo al destructor. Los registros japoneses establecen que el Edsall fue impactado por más de diez bombas de 225 y 500 kg, que le causaron un gran incendio.
El Edsall, incapaz de seguir su huida, se enfrentó una vez más a sus perseguidores, enfilando hacia el perseguidor más cercano, el crucero Chikuma, el cual lo alcanzó con sus cañones secundarios, hundiéndose finalmente a las 19:00 horas, tras dos horas de combate. Su comandante se hundió con el buque.
El Chikuma recogió entre 5 y 8 supervivientes, que posteriormente fueron internados en campos de concentración de las Islas Celebes.

## los supervivientes
No hay registros y ninguno sobrevivió a la guerra. Años después, en 1952, se encontró en un antiguo campo de concentración japonés en Kendari (actual Indonesia) , una fosa común, de la que se exhumaron restos y se identificó a 5 tripulantes del Edsall fusilados y a 25 de un mercante neerlandés capturado por el Chikuma poco antes.

## Condecoraciones
El Edsall recibió dos Estrellas de Batalla en la Segunda Guerra Mundial, por su labor durante el conflicto.